# Vilnius internationella flygplats
Vilnius internationella flygplats (IATA: VNO, ICAO: EYVI) (litauiska: Tarptautinis Vilniaus oro uostas) är den största internationella flygplatsen i Litauen. Den ligger 5,9 km söder om huvudstaden Vilnius. Den trafikerades år 2016 av 3 814 001 passagerare. Flygplatsen inledde sin verksamhet under 1944 och den gamla terminalen uppfördes 1954.

## Historia
Dagens internationella flygplats är ett statligt ägt företag inom det litauiska ministeriet för transport. Den är den största av de fyra stora passagerarflygplatserna i Litauen.
Lithuanian Airlines (senare FlyLAL) var etablerat som det litauiska huvudflygbolaget efter självständigheten 1991 och ärvde Aeroflots Vilnius-baserade flotta av Tupolev Tu-134, Jakovlev Jak-40, Jak-42 och Antonov An-24, An-26-flygplan, men snabbt ersattes dessa Sovjetplan av moderna Boeing 737 och Boeing 757 jetplan och Saab 340 och Saab 2000 turbopropplan.
Verksamheten i FlyLal avbröts den 17 januari 2009 som en följd av växande finansiella svårigheter. Med kollapsen av flygbolaget förlorade flygplatsen sin linjetrafik till Amsterdam, Budapest, Istanbul, Madrid och Tbilisi.

## Terminal
Flygplatsen är känd för sin terminalbyggnad från 1950-talet. Byggnaden utgår från en standardsovjetisk design, ursprungligen avsedd för en flygplats med upp till 20 flygrörelser per dag. På utsidan är den dekorerat med skulpturer av soldater, arbetare och flygare, medan insidan på väggar och tak har kransar, lagerblad och stjärnor, och fram till Sovjetunionens fall, den sovjetiska hammaren och skäran, typisk inredning för sovjetiska offentliga byggnader från tidiga efterkrigsår.
I november 2007 öppnades den nya 17 000 m² stora terminalbyggnaden för flygtrafiken. Terminalen förbättrade kapaciteten och tillgängligheten av flygplatsen för att uppfylla kraven i Schengenavtalet. Passagerargenomströmningen i terminalen ökade, servicen för resanden förbättrades och strängare åtgärder för luftfartsskydd genomfördes. Den nya delen av den renoverade passagerarterminalen sträcker sig över 37 462 m². Den är utrustad med 6 ombordstigningsbryggor, moderna in- och utcheckningsytor för passagerare, taxfree-butiker samt business- och VIP-lounger.

## Flygbolag och destinationer
Uppdaterad december 2022
| Flygbolag                                  | Destinationer |
| ------------------------------------------ | --- |
| AirBaltic                                  | Amsterdam, München, Paris-CDG, Riga, Tallinn |
| Finnair utförs av Nordic Regional Airlines | Helsingfors |
| LOT Polish Airlines utförs av EuroLOT      | London-City, Warszawa |
| Lufthansa                                  | Frankfurt |
| Norwegian Air Shuttle                      | Bergen, Oslo-Gardermoen, Stockholm-Arlanda |
| Ryanair                                    | Barcelona, Berlin, Billund, Birmingham, Bremen, Dublin, Eindhoven, Leeds, London-(Stansted/Luton), Malta, Milan-Malpensa, Nürnberg, Oslo-Gardermoen, Paris-Beauvais, Rom-Fiumicino, Tel Aviv, Turin, Venedig, Wien |
| Scandinavian Airlines                      | Köpenhamn, Stockholm-Arlanda |
| Turkish Airlines                           | Istanbul-IST |
| Wizz Air                                   | Barcelona, Dortmund, Eindhoven, Grenoble, Kutaisi, Larnaca, London-Luton, Milan-Bergamo, Paris-Beauvais, Reykjavik, Tel Aviv, Yerevan                                                                              |